# Paul Thomson
Paul Robert Nester Thomson (Glasgow, Escocia, 15 de septiembre de 1976) es un músico británico, más conocido por haber sido el baterista de la banda de indie rock Franz Ferdinand.

## Comienzos
Thomson siempre tuvo un notable interés por la música y una habilidad para tocar diversos instrumentos, entre los que destaca la guitarra y el bajo. Durante la década de los '90 participó en varias bandas de rock indie, incluyendo The Yummy Fur, en donde conoció a Alex Kapranos. Cuando se desintegró la banda vivió de ser DJ en el bar The Vic y modelo nudista en la Escuela de arte de Glasgow.

## Franz Ferdinand

Franz Ferdiand en 2009

En 2001 Thomson se unió a la banda Franz Ferdinand. Originalmente entró tocando la guitarra, pero más tarde, reunidos en la mansión de Nick McCarthy, él y Thomson acordaron intercambiar instrumentos, bajo la condición de que Paul podría seguir cantando y ser visto por el público mientras tocaba. A diferencia de los demás integrantes de la banda, Paul es el único miembro originario de Escocia.
Durante una temporada vivió en Londres con su esposa Esther, cantante y DJ. En 2006, ambos se convirtieron en padres de un varón llamado Georgie y dos años después recibieron a su segundo hijo, Ronnie.
Paul abandonó Franz Ferdinand a fines de 2021, después de 20 años en la banda.
- Datos: Q2653151
- Multimedia: Paul Thomson / Q2653151